# VTB United League 2011-2012
La VTB United League 2011-2012 è stata la 4ª edizione della VTB United League. La vittoria finale fu appannaggio dei russi del CSKA Mosca sui conterranei dell'UNICS Kazan'.
Andrej Kirilenko, del CSKA Mosca, venne nominato MVP della finale.

## Squadre partecipanti
| Russia - Chimki - CSKA Mosca - UNICS Kazan' - Lokomotiv Kuban' - Sptk. S. Pietroburgo - Nižnij Novgorod - Enisey Krasnojarsk - Kr. Kryl. Samara | Lituania - Lietuvos rytas - Žalgiris Kaunas - Šiauliai | Ucraina - Azov. Mariupol' - Dnipro - Budivelnyk Kiev | Bielorussia - Minsk 2006     | Kazakistan - Astana     |
| Estonia - Kalev/Cramo | Finlandia - ToPo Helsinki                              | Lettonia - VEF Rīga                                  | Polonia - Gdynia - Włocławek | Rep. Ceca - ČEZ Nymburk |

## Torneo di Qualificazione
6 squadre divise in due gironi si affrontano in un solo turno, le prime due di ogni gruppo accedono ad un successivo girone. Nel final round le squadre affrontano in un solo turno le qualificate del gruppo opposto, portando con sé il risultato acquisito con la squadra del proprio girone.

### Gruppo A
|    | Squadra            | P | V | P | PF  | PS  | Diff |
| -- | ------------------ | - | - | - | --- | --- | ---- |
| 1. | Enisey Krasnojarsk | 4 | 2 | 0 | 168 | 122 | +46  |
| 2. | Włocławek          | 2 | 1 | 1 | 160 | 155 | +5   |
| 3. | ToPo Helsinki      | 0 | 0 | 2 | 128 | 179 | -51  |

### Gruppo B
|    | Squadra          | P | V | P | PF  | PS  | Diff |
| -- | ---------------- | - | - | - | --- | --- | ---- |
| 1. | Kr. Kryl. Samara | 4 | 2 | 0 | 196 | 161 | +35  |
| 2. | Dnipro           | 2 | 1 | 1 | 171 | 182 | -11  |
| 3. | Šiauliai         | 0 | 0 | 2 | 162 | 186 | -24  |

### Final Round
|    | Squadra            | P | V | P | PF  | PS  | Diff |
| -- | ------------------ | - | - | - | --- | --- | ---- |
| 1. | Kr. Kryl. Samara   | 6 | 3 | 0 | 283 | 245 | +38  |
| 2. | Enisey Krasnojarsk | 4 | 2 | 1 | 249 | 227 | +22  |
| 3. | Dnipro             | 4 | 1 | 2 | 237 | 250 | -13  |
| 3. | Włocławek          | 0 | 0 | 3 | 214 | 261 | -47  |

## Fase a gironi
Le squadre vengono divise in due gironi da 9 ciascuno e si affrontano in due turni, la prima qualificata del final round accede al girone A, mentre la seconda nel girone B.
Da tali gironi, le prime qualificate accederanno direttamente alle semifinali, le seconde ai quarti, mentre le terze e le quarte si affronteranno negli ottavi di finale.
|  | Qualificata alle Final Four       |
|  | Qualificata ai Quarti di finale   |
|  | Qualificata agli Ottavi di finale |

### Gruppo A
|    | Squadra          | P  | V  | P  | PF   | PS   | Diff |
| -- | ---------------- | -- | -- | -- | ---- | ---- | ---- |
| 1. | UNICS Kazan'     | 28 | 14 | 2  | 1229 | 1025 | +204 |
| 2. | Chimki           | 24 | 12 | 4  | 1299 | 1169 | +130 |
| 3. | Žalgiris Kaunas  | 18 | 9  | 7  | 1297 | 1219 | +78  |
| 4. | Nižnij Novgorod  | 16 | 8  | 8  | 1272 | 1256 | +16  |
| 5. | VEF Rīga         | 16 | 8  | 8  | 1240 | 1284 | -44  |
| 6. | Kr. Kryl. Samara | 14 | 7  | 9  | 1172 | 1194 | -22  |
| 7. | Astana           | 14 | 7  | 9  | 1199 | 1274 | -75  |
| 8. | Budivelnyk Kiev  | 10 | 5  | 11 | 1201 | 1271 | -70  |
| 9. | Kalev/Cramo      | 4  | 2  | 14 | 1118 | 1335 | -217 |

### Gruppo B
|    | Squadra              | P  | V  | P  | PF   | PS   | Diff |
| -- | -------------------- | -- | -- | -- | ---- | ---- | ---- |
| 1. | CSKA Mosca           | 28 | 14 | 2  | 1299 | 1023 | +276 |
| 2. | Sptk. S. Pietroburgo | 22 | 11 | 5  | 1159 | 1075 | +84  |
| 3. | Lietuvos rytas       | 20 | 10 | 6  | 1251 | 1154 | +97  |
| 4. | Lokomotiv Kuban'     | 18 | 9  | 7  | 1212 | 1197 | +15  |
| 5. | ČEZ Nymburk          | 16 | 8  | 8  | 1219 | 1200 | +19  |
| 6. | Gdynia               | 16 | 8  | 8  | 1165 | 1148 | +17  |
| 7. | Azov. Mariupol'      | 16 | 8  | 8  | 1155 | 1170 | -15  |
| 8. | Enisey Krasnojarsk   | 6  | 3  | 13 | 1170 | 1324 | -154 |
| 9. | Minsk 2006           | 2  | 1  | 15 | 1166 | 1505 | -339 |

## Play off

### Ottavi di Finale
Ai quarti di finale di qualificano le 3° e le 4° qualificate di ogni girone, affrontandosi nel meglio delle 3 gare.
| Squadra 1       | Serie | Squadra 2        | Gara 1 | Gara 2 |
| --------------- | ----- | ---------------- | ------ | ------ |
| Žalgiris Kaunas | 0−2   | Lokomotiv Kuban' | 44–72  | 71–80  |
| Lietuvos rytas  | 2−0   | Nižnij Novgorod  | 64–60  | 82–61  |

### Quarti di Finale
| Squadra 1            | Serie | Squadra 2        | Gara 1 | Gara 2 | Gara 3 * |
| -------------------- | ----- | ---------------- | ------ | ------ | -------- |
| Chimki               | 1−2   | Lietuvos rytas   | 71−82  | 80−62  | 78−103   |
| Sptk. S. Pietroburgo | 0−2   | Lokomotiv Kuban' | 57−71  | 60−69  |          |

## Final Four
2-3 maggio 2012
|  | Semifinali       | Semifinali       | Semifinali |            |              | Finale             | Finale             | Finale             |  |
|  |                  |                  |            |            |              |                    |                    |                    |  |
|  | UNICS Kazan'     | UNICS Kazan'     | 87         |            |              |                    |                    |                    |  |
|  | UNICS Kazan'     | UNICS Kazan'     | 87         |            |              |                    |                    |                    |  |
|  | Lokomotiv Kuban' | Lokomotiv Kuban' | 86         |            |              |                    |                    |                    |  |
|  | Lokomotiv Kuban' | Lokomotiv Kuban' | 86         |            | UNICS Kazan' | UNICS Kazan'       | 62                 |                    |  |
|  |                  |                  |            |            | UNICS Kazan' | UNICS Kazan'       | 62                 |                    |  |
|  |                  |                  | CSKA Mosca | CSKA Mosca | 74           |                    |                    |                    |  |
|  | CSKA Mosca       | CSKA Mosca       | CSKA Mosca | CSKA Mosca | 74           | 79                 |                    |                    |  |
|  | CSKA Mosca       | CSKA Mosca       |            |            |              | 79                 |                    |                    |  |
|  | Lietuvos rytas   | Lietuvos rytas   | 72         |            |              | Finale terzo posto | Finale terzo posto | Finale terzo posto |  |
|  | Lietuvos rytas   | Lietuvos rytas   | 72         |            |              |                    |                    |                    |  |
|  |                  |                  |            |            |              |                    |                    |                    |  |
|  |                  |                  |            |            |              | Lokomotiv Kuban'   | Lokomotiv Kuban'   | 83                 |  |
|  |                  |                  |            |            |              | Lokomotiv Kuban'   | Lokomotiv Kuban'   | 83                 |  |
|  |                  |                  |            |            |              | Lietuvos rytas     | Lietuvos rytas     | 91                 |  |

| VTB United League 2011-12 |
| ------------------------- |
| CSKA Mosca 3º titolo      |

## Formazione vincitrice
| N° | Naz.                   | Ruolo | Sportivo           |  | Alt. |  |
| -- | ---------------------- | ----- | ------------------ |  | ---- |  |
| 4  | Serbia (bandiera)      | P     | Miloš Teodosić     |  | 195  |  |
| 7  | Lituania (bandiera)    | C     | Darjuš Lavrinovič  |  | 212  |  |
| 8  | Lituania (bandiera)    | AP    | Ramūnas Šiškauskas |  | 198  |  |
| 11 | Stati Uniti (bandiera) | GA    | Sammy Mejía        |  | 198  |  |
| 12 | Serbia (bandiera)      | C     | Nenad Krstić       |  | 213  |  |
| 18 | Russia (bandiera)      | G     | Evgenij Voronov    |  | 190  |  |
| 20 | Russia (bandiera)      | AG    | Andrej Voroncevič  |  | 204  |  |
| 23 | Russia (bandiera)      | G     | Aleksej Šved       |  | 195  |  |
| 24 | Russia (bandiera)      | C     | Saša Kaun          |  | 210  |  |
| 30 | Russia (bandiera)      | C     | Dmitrij Sokolov    |  | 214  |  |
| 31 | Russia (bandiera)      | AG    | Viktor Chrjapa     |  | 206  |  |
| 33 | Russia (bandiera)      | G     | Anton Ponkrašov    |  | 200  |  |
| 41 | Russia (bandiera)      | A     | Nikita Kurbanov    |  | 203  |  |
| 44 | Stati Uniti (bandiera) | G     | Jamont Gordon      |  | 193  |  |
| 47 | Russia (bandiera)      | A     | Andrej Kirilenko   |  | 206  |  |
|    | Lituania (bandiera)    | All.  | Jonas Kazlauskas   |  |      |  |

## Premi e riconoscimenti
- VTB United League MVP:  Andrej Kirilenko,  CSKA Mosca
- VTB United League Final Four MVP:  Andrej Kirilenko,  CSKA Mosca